# Age (geslacht)
Age is een geslacht van vlinders uit de familie bladrollers (Tortricidae).

## Soorten
Deze lijst is mogelijk niet compleet.
- A. onychistica (Diakonoff, 1982)